# Grand Theft Auto (відеогра)
Grand Theft Auto (скор. GTA)  — комп'ютерна гра у жанрі action-adventure, розроблена DMA Design та видана BMG Interactive. перша у складі відомої одноіменної франшизи. Вперше вийшла в Європі та Північній Америці у жовтні 1997 року для MS-DOS та Microsoft Windows. Пізніше вона була перевидана 12 грудня 1997 року в Європі та 30 червня 1998 року в Північній Америці для PlayStation. Це перша частина серії Grand Theft Auto. 
Гравцеві належить узяти на себе роль злочинця, який може вільно переміщатися містом і виконувати різні завдання кримінального характеру, як-от замовні вбивства, викрадення тощо.
Її наступник, Grand Theft Auto 2, вийшла у жовтні 1999 року.

## Ігровий процес

Скриншот PC-версії гри

Grand Theft Auto складається з шести рівнів — на кожному рівні гравцеві необхідно набрати певну кількість грошей, виконуючи різні завдання місцевих кримінальних авторитетів, викрадаючи транспорт і влаштовуючи хаос у всьому місті, на що дається п'ять життів-спроб.
Гроші гравець може витратити, наприклад, на перефарбування своїх автомобілів. Однак, витрачаючи гроші, гравець пропорційно їх втрачає, віддаляючи, таким чином, перехід на наступний рівень.
Набравши необхідну суму, гравець повинен відвідати певне місце на карті, після чого він переходить на наступний рівень.
Головна відмінна риса гри в тому, що гравець вільний у виборі: він може вільно подорожувати і робити все, що захоче. Гравець за бажання може відвідати будь-яке місце в місті, трощити машини і вбивати людей на вулицях, красти і продавати дорогі машини. Для проходження рівня при цьому не потрібно виконати певний набір місій, що, у своєму роді, відрізняє класичні ігри Grand Theft Auto від пізніших частин серії.
У завданнях гри також присутня свобода дій, оскільки зазвичай гравець сам вибирає дорогу до фіксованого пункту призначення. Такий рівень свободи нетиповий для більшості екшн-ігор; свобода дії, переміщення і різноманітність можливостей стали візитною карткою серії Grand Theft Auto та зробили її однією з найвідоміших серій в історії ігрової індустрії, яка найпопулярніша та найпопулярніша в продажах.
Існують різні способи заробити потрібну для проходження суму. Наприклад, здійснюючи різні злочини: таран автомобілів (10$) або вбиваючи поліцейських (1000$). Чим серйозніший злочин, тим більше заробляється грошей. Будь-які злочини привертають увагу поліції, проте чим більша нагорода за злочин, тим сильніше він приверне увагу поліції. Інший спосіб заробити — викрадення машин та їхній продаж у доках. Це зазвичай приносить від однієї тисячі до дванадцяти, залежно від вартості автомобіля.
Однак, найлегший спосіб заробітку в грі — це проходження місій. Успішне виконання завдання приносить у середньому 50 000$, тому, незважаючи на необов'язковість представлених на рівні місій, гравцеві доцільно почати займатися ними, що ненав'язливо втягує гравця безпосередньо в сам ігровий процес.
Також, під час виконання місії множник збільшується на одиницю. При отриманні будь-яких грошей вони завжди множаться на поточний множник. Наприклад, якщо множник дорівнює трьом, то за вбивство поліцейського нараховується 3000$ замість звичайних 1000$. Це стосується всіх нарахованих коштів, включно з виплатами за проходження місій.
У грі не передбачена можливість збереження, проте гравець може продовжити гру починаючи з будь-якого з розблокованих рівнів.

### Поліція
Поліція займає важливе місце в грі, обмежуючи гравця в діях. Щоб потрапити в зону її уваги, гравцеві досить зробити кілька правопорушень: наприклад задавити пішохода, зіткнутися з машиною поліції, почати перестрілку на вулиці тощо. Крім того, рівень уваги може підвищуватися з одиниці до чотирьох, і дії поліції по відношенню до гравця при цьому будуть все більш агресивними, аж до виклику спецназу. Іноді рівень уваги поліції підвищується за умовами певної місії (наприклад, під час пограбування банку).
Мета поліції — заарештувати персонажа, але, якщо рівень їхньої уваги досить високий, то поліцейський цілком може і вбити його. Якщо ж гравця заарештовують, то він опиняється біля поліцейської ділянки без зброї, броні і частини грошей.
Позбутися поліції можна трьома способами:
1. Втекти від погоні. Зробити це на високому рівні уваги поліції досить складно.
2. Знайти «Поліцейський значок», який знизить рівень уваги до нуля.
3. Заїхати до автомайстерні і перефарбувати машину.
4. Ввести код на скидування рівня злочинності.

### Автомобілі
У грі представлена величезна кількість машин, починаючи з швидких спортивних авто і закінчуючи повільними вантажівками. Кожна з них може бути вкрадена прямо на вулицях міста. Деякі автомобілі також включають додаткові місії і заховані по всьому місту. У містах також працює залізничний вокзал, який дозволяє гравцю швидко дістатися до потрібної точки міста. Крім автомобілів, гравець також може користуватися мотоциклами, які набагато швидші, але без зручного керування.
У місті також можна відшукати засоби пересування різних міських служб:
- Пожежний автомобіль — дуже некерована, але може використовуватися як таран. Крім того можна користуватися шлангом, встановленим на даху, щоб потужним струменем води змітати ворогів. Пожежні машини приїжджають під час вибуху автомобіля.
- Швидка медична допомога — невеликі вантажівки, якими легко керувати. Приїжджає якщо когось убили.
- Патрульні поліцейські машини — на них поліцейські переслідують злочинців. Ці машини відмінно керовані і дуже швидкі. Приїжджають якщо хтось порушує закон. Вкрасти поліцейську машину нелегко, оскільки викинути водія з машини не можна. Її можна вкрасти почекавши поки з неї вийде водій або знайти її на стоянці.
- Танк — транспорт, якому не страшні затори, так як він може їхати по дахах машин і стріляти зі своєї гармати. Перш ніж він буде знищений, танк повинен отримати дуже багато ушкоджень. Танк дуже повільний і неповороткий, тому поліція може запросто викинути гравця з танку. Знайти танк на рівнях дуже складно, оскільки він завжди надійно захований.

Жодна з цих чотирьох видів автомобілів не може бути перефарбована.

## Сюжет
Дія гри розгортається в трьох різних вигаданих містах — Ліберті-Сіті (прототип Нью-Йорка), Вайс-Сіті (Маямі), Сан-Андреас (Сан-Франциско)
Ці назви міст залишаться і у наступних частинах гри, але всі три міста в одній грі більше не зустрічаються. Вони страждають від розгулу злочинності і корупції, постійною ворожнечею між місцевими злочинними синдикатами, актами насильства з боку вуличних банд, організованих крадіжок, вбивств і корумпованих міських чиновників та поліцейських.
Гравець може обрати одного з восьми персонажів у грі: Тревіс, Кет, Ніккі, Дівайн, Бубба, Трой, Ківлов і Ульріка (версія PlayStation має лише чотири персонажі). Але у самій грі немає ніякої різниці між персонажами, оскільки всі вони носять однаковий жовтий светр. Крім того, поставивши певне кодове ім'я персонажу, можна отримати певну вигоду.
Сюжет Grand Theft Auto розкривається через розмови телефоном із роботодавцем. У грі є кілька головних героїв: гравець може обирати будь-якого з них і виставляти будь-яке ім'я, яке йому сподобалося, і на грі цей вибір ніяк не відобразиться, за винятком різних текстур головного героя. З огляду на версію для PC, версію для Gameboy Color і японську версію для PlayStation, за каноном героєм сюжету Grand Theft Auto може стати один із двадцяти шести можливих персонажів.

### Розділ 1: Gangsta Bang
Герой починає свій шлях у Ліберті-Сіті, працюючи на дона сім'ї Веркотті, на ім'я Роберт Майкл Пітер Люк Френсіс Дарт Бруно Серальяно на прізвисько Баббі (англ. bubby — хлопчина). Сім'ї Веркотті протистоїть сім'я Сонетті, тож більшість місій у Ліберті-Сіті так чи інакше сконцентровані навколо цього конфлікту. Наприкінці глави герою телефонує один із людей дона Сонетті — Кебот, і призначає зустріч за стрип-баром біля центрального парку міста. Кебот робить герою попередження: не сміти переходити Сонетті дорогу, інакше це може закінчитися смертю героя.

### Розділ 2: Heist Almighty
Під час протистояння двох кримінальних сімей Ліберті-Сіті, герой приводить сім'ю Веркотті на самий верх кримінального рейтингу, підірвавши Кебота і самого дона Сонетті в багатоповерховому будинку. Баббі зв'язується з героєм, запрошуючи того до свого офісу неподалік від центрального парку. Там же Баббі каже, що за героєм полює вся поліція міста, тому він забронював герою політ до Сан-Андреаса.

### Розділ 3: Mandarin Mayhem
Втікши з Ліберті-Сіті герой починає працювати на тріади, очолювані Дядьком Фу. Його мета — побудувати кримінальний синдикат неймовірної потужності. Почавши з простих доручень на кшталт крадіжки автомобіля і вбивства на замовлення, герой доходить до пограбування банку та усунення великих кримінальних і конкурентоспроможних елементів, руйнує міст у яхтової бухті за відмову мера платити за кришування, знаходить і вбиває зрадника, який здав Фу поліції, усуває всіх свідків; після показаної героєм вірності тріаді, Дядько Фу під час зустрічі в Китай-Місті висловить йому свою подяку, зокрема й за шанування їхньої сім'ї.

### Розділ 4: Tequila Slammer
Закінчивши працювати на тріади, на героя виходить Ель-Бурро, пропонуючи попрацювати на нього. Ель-Бурро - бісексуальний бос мексиканської банди в районі Атлантік-Гайтс. Не ворогує з тріадами, проте вплутується в бійки з якудзою. Герою належить прибрати для Ель-Бурро зрадників, вкрасти вантажівку з хімікатами, втопити цивільні автомобілі певних поліцейських, викрасти службовий транспорт міста для зйомок фільму. Зустрівшись із героєм у своєму улюбленому барі «Червоний Молюск» в Атлантік-Гайтс, Ель-Бурро вимовляє двозначну фразу, що «особисто віддячить» герою (найімовірніше, путівкою в сонячне місто Вайс-Сіті).

### Розділ 5: Bent Cop Blues
Замість пляжів і засмаги герой отримує телефонний дзвінок, у якому якийсь Семюель Дівер, представляючись окружним прокурором, каже, що має на героя всі докази скоєних ним злочинів, шантажуючи його в такий спосіб і примушуючи виконувати найбруднішу роботу: знищення доказів і доказів, убивства людей, які щось знають про діяльність Дівера та інше. Головним супротивником Семюеля виступає ямайська банда «Братство Джа Армія Любові», яку він називає «Раста» і очолює Брат Маркус. Також під час цього розділу герою доведеться вбити Ель-Бурро під час угоди в парку Вайс-Шорс. Зрештою, Дівер призначає герою зустріч за поліцейською дільницею в районі Бананового Гаю, де вже особисто попереджає героя про те, що якщо він щось робить за його спиною, то це може погано для нього закінчитися.

### Розділ 6: Rasta Blasta
Розділ починається з чергового завдання Семюеля, в якому необхідно замінувати автомобіль члена банди «Братство Джа Армія Любові». Далі Семюель просить дізнатися, що від героя хоче ямайська банда. Зустрівшись із представниками Раста, вони пропонують герою вибір: почати працювати на них, або ж продовжити виконувати для Дівера брудну роботу (якщо гравець обирає працювати на Дівера, то надалі сам Брат Маркус підставить головного героя, змусивши працювати на Раста). Так, герой починає працювати на Брата Маркуса, протистоячи «Вавилону». Герой підриває притулок Семюеля Дівера і завойовує репутацію серед Братства, після чого зустрічається в автомайстерні з Братом Маркусом у Грік-Гайтс. Маркус дає герою кейс із «серйозним кешем», і сподівається, що не побачить героя ще дуже довго.

## Розробка і випуск
Спочатку грі хотіли дати назву Race'n'Chase і розроблялася для Commodore Amiga починаючи з 1996 року. Однак вона була скасована через виробничі проблеми. 22 березня 2011 року опубліковано документи, датовані 1995 роком, з описом концепції гри, яка зрештою і стала першою грою Grand Theft Auto. Раніше планувалися версії для Sega Saturn і Nintendo 64, але вони були скасовані.

## Саундтрек
Детально: Саундтрек Grand Theft Auto
Гра Grand Theft Auto має сім радіостанцій, а також хвилю поліції, які можна почути, коли персонаж знаходиться в автомобілі, проте у кожному транспортному засобі можна отримати тільки обмежену кількість цих радіостанцій. У PlayStation кожен автомобіль мав тільки одну радіостанцію.
Головною темою гри є «Gangster Friday» — Крейга Коннера, яка більше не з'являється на жодній радіостанції гри. За винятком ведучого радіо, назви пісень радіостанцій ніколи не згадується в грі. Проте саундтреки перераховані у додатку до гри.
Колекційне видання Grand Theft Auto включило саундтрек і гри на окремому CD.

## Оцінки та відгуки
| Агрегатор    | Оцінка                               |
| ------------ | ------------------------------------ |
| GameRankings | (PC) 78.50% (PS) 68.33% (GBC) 57.33% |

| Видання                   | Оцінка                |
| ------------------------- | --------------------- |
| Computer and Video Games  | 7/10                  |
| Electronic Gaming Monthly | 6.5/10                |
| GamePro                   | [ 9 ]                 |
| GameRevolution            | B                     |
| GameSpot                  | (PC) 6.4/10 (PS) 8/10 |
| IGN                       | 6/10                  |
| Nintendo Power            | 6.2/10                |

В огляді PC Zone йшлося про те, що зображені в грі жорстокість і злочинна діяльність романтизовані, але водночас дуже привабливі.